# Oxxo Evolution
Oxxo Evolution  est une entreprise française créée en 1923, spécialisée dans la menuiserie PVC. Elle fait partie du groupe Cevital.

## Historique
La Menuiserie Lyon Standard (MLS) est créée par Auguste Pardon. 
En 1991, MLS change de nom et devient Oxxo. 
Le 31 mai 2013, le groupe algérien Cevital rachète Oxxo.

## Activités
L'activité est répartie dans deux branches d'activité : 
- Menuiserie (portes et fenêtres) ;
- Fermeture (volets, portes de garage) ;